# Nachtsicht-Assistent
Nachtsicht-Assistent (engl. Night View Assist) ist die Bezeichnung für ein optisches System (Wärmebildkamera oder Infrarotkamera), das Kraftfahrzeugführern eine größere Sichtweite in der Dunkelheit bietet.
Während Abblendscheinwerfer nur eine begrenzte Sichtweite ermöglichen, hat diese Nachtsichttechnik eine Reichweite, die der des normalen Fernlichtes entspricht, jedoch nicht den Gegenverkehr blendet, da das mit dieser Technik verwendete Infrarotlicht für Menschen nicht sichtbar ist.
Der erste passive Nachtsicht-Assistent in einem Serien-PKW wurde im Jahr 2000 im Cadillac DeVille eingeführt und war bis 2004 erhältlich (nicht in Deutschland).
Den ersten in Deutschland verfügbaren Nachtsichtassistenten hat die Mercedes-Benz Baureihe 221 im Jahr 2005 eingeführt.

## Aktiver Nachtsichtassistent

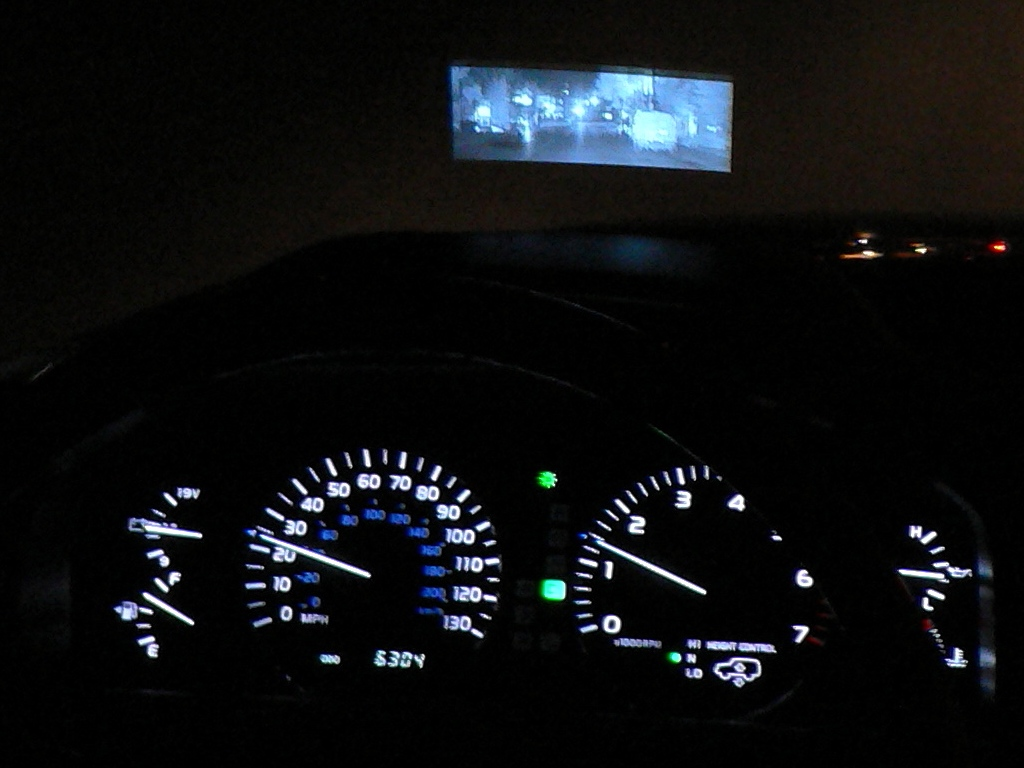
Aktiver Nachtsicht-Assistent (Lexus LX 470) in Form eines Head-Up-Display

Aktive Systeme (Infrarotscheinwerfer) strahlen Infrarotlicht aus und verarbeiten das reflektierte Infrarotlicht  mit einer Spezialkamera in ein Schwarzweißbild, das in ein Display im Armaturenbrett oder in ein Head-up-Display projiziert wird.
Mit einer Infrarotkamera wird der gesamte Bereich des Fernlichtes auf dem zentralen Display als Graustufenbild dargestellt. Im Gegensatz zu einer Wärmebildkamera sind bei diesem System zusätzliche Infrarotscheinwerfer notwendig. Diese leuchten – für den Menschen unsichtbar – mit Dauerfernlicht, sodass auch Gegenstände ohne Wärme (zum Beispiel Äste oder verlorene Gegenstände) sichtbar werden. Ein weiterer Vorteil liegt in der Bildqualität, die bei Wärmebildkameras prinzipbedingt deutlich schlechter ist. Neuere Systeme sind anders als ältere Systeme auch in der Lage, Personen von anderen bewegten Objekten zu unterscheiden. Sie werden auf dem Monitor mit einer Umrahmung besonders kenntlich gemacht. Eine Anzeige erfolgt im Monitor des Navigationssystems oder im Blickfeld des Fahrers zwischen Tachometer und Drehzahlmesser.

## Passiver Nachtsichtassistent

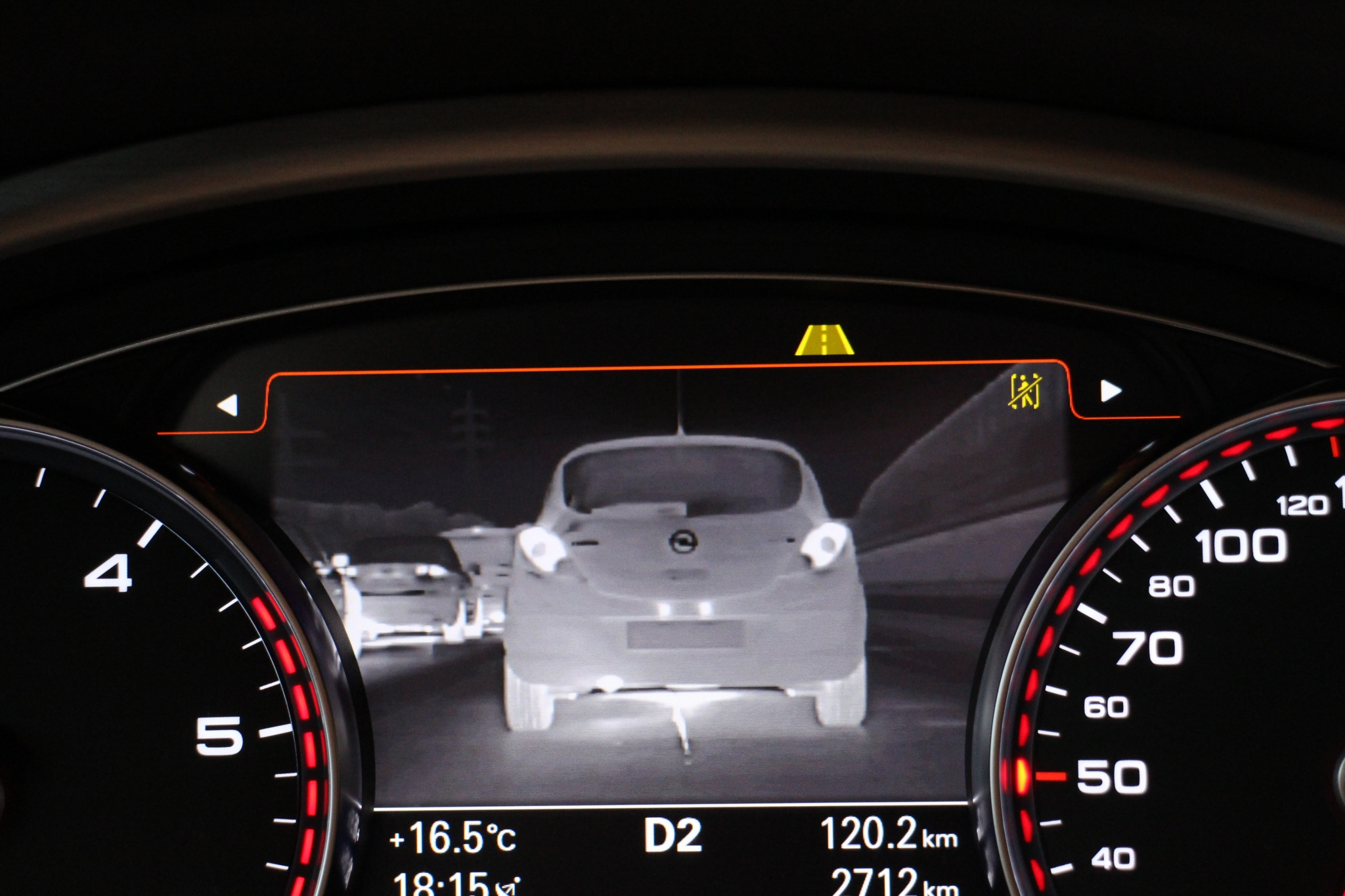
Audi A8 D4 Passiver Nachtsicht-Assistent im Blickfeld des Fahrers zwischen Tachometer und Drehzahlmesser

Im Gegensatz zur aktiven Variante besitzt der passive Nachtsichtassistent keinen Infrarotscheinwerfer. Die infrarotempfindliche Kamera nimmt nur die von Objekten selbst abgestrahlte Infrarotstrahlung auf und stellt diese ebenfalls als Schwarzweißbild auf einem Bildschirm dar. Diese Funktionsweise entspricht der einer Wärmebildkamera, so dass wärmere Objekte (z. B. Lebewesen) sich auf dem Bildschirm von ihrer kälteren (dunkleren) Umgebung deutlich als helle Objekte absetzen.